# Ctenochaetus marginatus
Ctenochaetus marginatus és una espècie de peix pertanyent a la família dels acantúrids.

## Descripció
- Pot arribar a fer 27 cm de llargària màxima.
- 8 espines i 26-29 radis tous a l'aleta dorsal i 3 espines i 24-26 radis tous a l'anal.
- Té taques brillants de color blau que li cobreixen el cap.[3][4]

## Hàbitat
És un peix marí, associat als esculls i de clima tropical (15°N-25°S, 78°W-150°E) que viu entre 2 i 18 m de fondària (normalment, entre 9 i 12).

## Distribució geogràfica
Es troba al Pacífic: les illes Marshall, les illes Carolines, Kiribati, Tuvalu, l'atol Johnston, les Marqueses, l'illa Clipperton, l'illa del Coco (Costa Rica), l'illa Gorgona (Colòmbia), les illes de la Societat i les illes de la Línia.

## Costums
És bentopelàgic.

## Observacions
És inofensiu per als humans.